# Safari Go !
Safari Go ! est une émission de télévision française de téléréalité diffusée sur Gulli à partir du 22 avril 2017 et présentée hebdomadairement par Vincent Cerutti. L'émission est coproduite par 909 Productions.

## Saison 2
Une deuxième saison de Safari Go ! sera diffusée. En effet, Gulli ouvre le casting de cette seconde saison.La première diffusion sera le 12 janvier 2018 à 21h00

## Audiences
Évolution de l'audience par épisode en France (en milliers de téléspectateurs)
| Légende | Saison 1 | Saison 2 |
| ------- | -------- | -------- |